# Karen Jarrett
Karen Smedley (12 de octubre de 1972), conocida bajo los nombres artísticos de "Karen Angle" y "Karen Jarrett", es una modelo y en ocasiones luchadora profesional que trabaja para la Total Nonstop Action Wrestling. Al igual, resalta por sus apariciones esporádicas en la WWE. Es la exesposa de Kurt Angle con el que tiene 2 hijos. En la actualidad está casada con el fundador de TNA Jeff Jarrett. 

## Carrera

### World Wrestling Federation / Entertainment
A pesar de no estar involucrada con la WWE y no tener contrato con esta apareció en numerosas ocasiones acompañando a su exesposo Kurt Angle en sus luchas individuales y en pareja. Apareció brevemente en Unforgiven 2001 celebrando la victoria de su exesposo sobre Stone Cold Steve Austin al ganar el WWF Championship. Esta fue su última aparición en la WWE.

### Total Nonstop Action Wrestling (2007-2008)

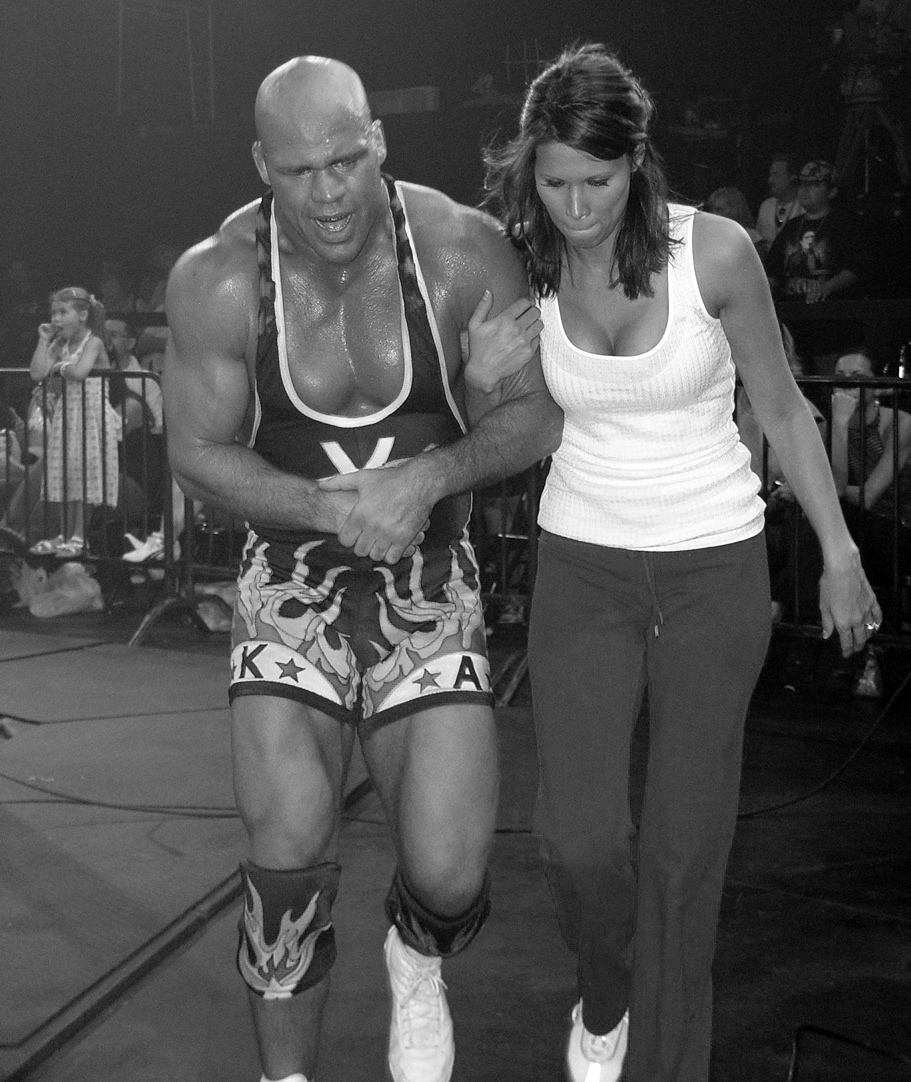
Karen junto a Kurt Angle.

Debutó oficialmente en TNA bajo el nombre de Karen Angle y revelándose como la esposa de Kurt Angle. Acompañó en numerosas ocasiones a su esposo en sus grandes combates. Después comenzó a tener problemas con Booker T y su esposa Sharmell alegando estos que solo había espacio para una reina y proclamándose como la realeza de TNA. Hizo su debut luchistica contra Sharmell el 12 de diciembre en Impact! en la que no obtuvo la victoria. En esta lucha sufrió una fractura en el tobillo. El 14 de febrero, episodio de Impact! , Karen estaba programado para renovar su votos matrimoniales a Kurt, pero en la historia, se le declaró casada con AJ Styles después de que el sacerdote, que acababa de ser derribado por Samoa Joe, se despertó y casó a los dos, para confundir a Angle. Kurt entonces, comenzó a atacar a Karen emocionalmente por no poner fin a la "unión". Recientemente se propuso separar a Kurt Angle de Karen, ya que este dijo que debía "concentrarse en su próximo partido con Samoa Joe en Lockdown". Desde entonces, los indicios de una relación con AJ se les dio, después de que Kurt sigue haciendo caso omiso de Karen, incluso con su expulsión de su asiento de primera fila en Lockdown . Después de que se rumoraba que sostenía una relación con AJ Styles, Angle comenzó un feudo con este lo que los llevó a pelear en Slammiversary. Angle no se llevó la victoria debido a una interferencia de Karen en ayuda de Styles. Después ella pidió el divorcio de Angle y se realizó en las grabaciones de TNA siendo esa su última aparición de la empresa.

### Apariciones Esporádicas en Asistencia, Asesoría y Administración (2011-presente)
Ya como parte de TNA, debido a las negociaciones de ambas empresas, Karen apareció en AAA apoyando a su marido y a los otros empleados de TNA. Su primera aparición fue en TripleMania XIX actuando como mánager de su Jeff Jarrett en su pelea contra El Zorro lucha la cual ganó y ganó el Megacampeonato Unificado de Peso Completo de la AAA. Tras eso, durante semanas continuo ayudando a las Knockouts en sus batallas como Mickie James & Velvet Sky. Semanas después, en Verano de Escándalo, volvió a actuar como mánager de Jarrett en su pelea contra Dr. Wagner Jr. & L.A. Park ganando la batalla y reteniendo el título de la AAA.

### Total Nonstop Action Wrestling (2007,2008-2015-presente)
El 10 de enero de 2011, TNA había anunciado que Karen regresaría a Total Nonstop Action Wrestling. El 13 de enero, esta regresó en las grabaciones de Impact!, como heel, apareciéndose como la nueva amante de Jeff Jarrett y cambiando su nombre a Karen Jarrett. La siguiente semana confrontó a Kurt Angle con el fin de encarnar celos en él. El feudo fue tan grande que a Angle y a su nuevo amante Jeff Jarrett los llevó a pelear en numerosas ocasiones tanto individual como en pareja. En las grabaciones de iMPACT! se empezaron a emitir promos sobre la boda de estos dos. En Impact! realizaron su boda pero no pudo llegar a su fin ya que apareció Angle y atacó a Jeff Jarrett y a esta con una tina de lodo. En Sacrifice esta y su esposo se enfrentaron a Kurt Angle y el regreso de Chyna revelándose como la amante de Angle. Perdieron esta lucha luego de que Chyna forzó a esta a rendirse con un Ankle Lock. El 25 de agosto (transmitido el 1 de septiembre), en Impact!, el GM Eric Bischoff le otorgó el rol de encargada de las Knockouts (kayfabe). En Bound For Glory, ella misma anunció que sería el árbitro especial en la lucha por el TNA Women's Knockout Championship, pero no logró terminar dicha labor, debido a que Winter, le escupió fuego en el rostro, siendo Traci Brooks quien hiciera la cuenta para coronar a Sky como campeona. Después de que Velvet Sky ganara el TNA Women's Knockout Championship, comenzó un feudo con esta dicha fue atacada por Madison Rayne y Gail Kim quien, además, hacia su regreso a la empresa. En las grabaciones del 20 de octubre, esta pacto una lucha entre Kim y Sky por el Campeonato Femenino en Turning Point. En dicho evento, interfirió en la lucha junto con Madison Rayne, para ayudar a que Kim consiguiera el campeonato. En Final Resolution, acompañó a su marido en una lucha contra Jeff Hardy, donde ella estaba esposada a Sting fuera del ring. Como su marido perdió, ambos fueron despedidos de TNA. (Kayfabe).
Karen regresó a TNA junto a su esposo Jeff el 24 de junio en Impact Wrestling donde este anunció su regreso en Slammiversary donde sería parte del King of the Mountain Match por el Campeonato King of the Mountain de TNA (anteriormente conocido como Campeonato de la Televisión de TNA), encuentro que Jarrett ganó.

## En lucha
- Luchadores dirigidos
  - Kurt Angle
  - A.J. Styles
  - Tomko
  - Jeff Jarrett
  - Winter
  - Madison Rayne
  - Gail Kim

- Apodos
  - La Reina de México / The Queen of Mexico
  - The Queen of the Mountain